# Opéra-comique

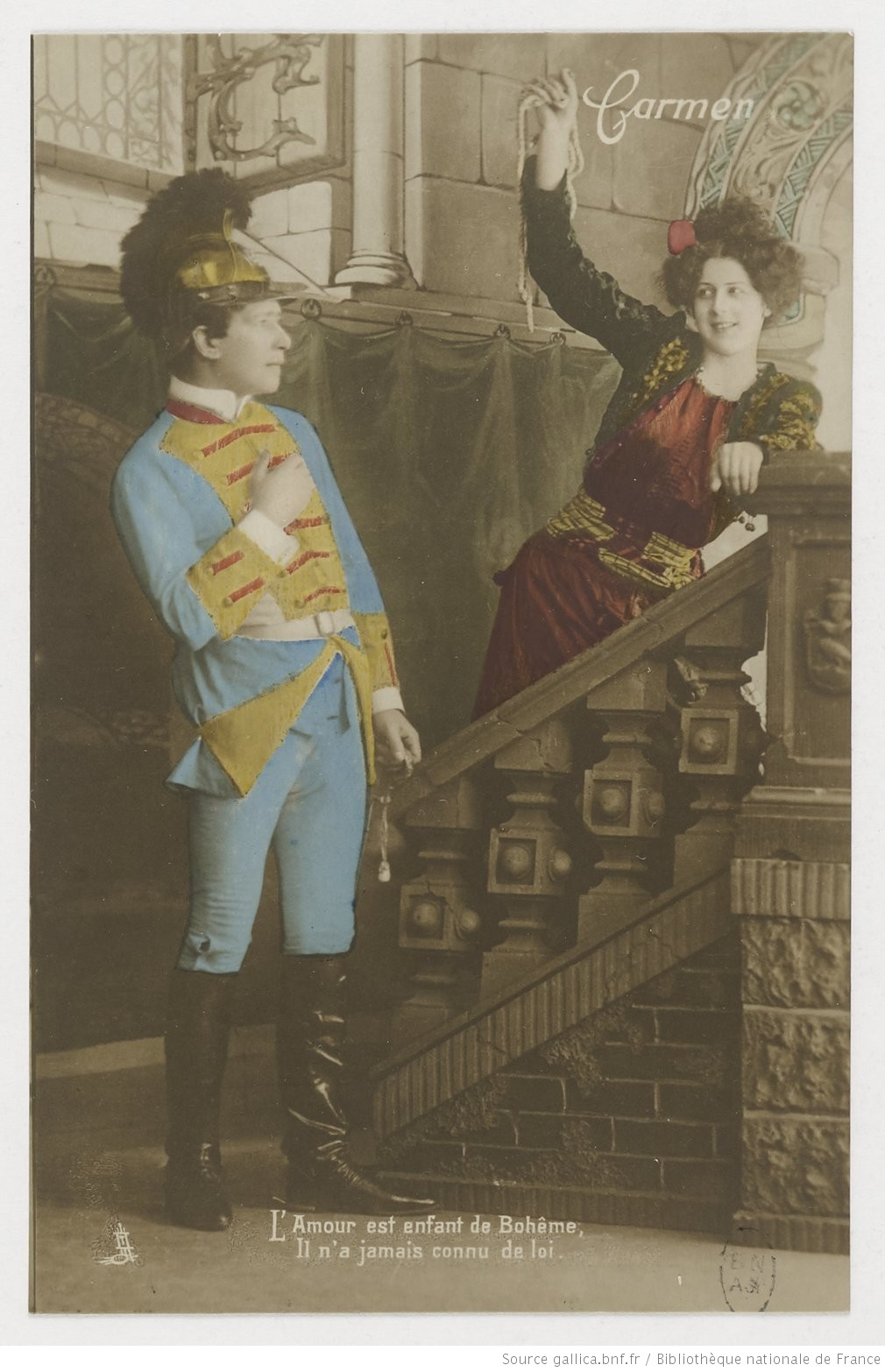
Carte postale de la création de Carmen, en 1875.

Pour les articles homonymes, voir Opéra-comique (homonymie).
L'opéra-comique est un genre d'opéra où les scènes chantées alternent avec des dialogues parlés (avec des apartés au public). Il dérive de la comédie-ballet, avec de nombreux emprunts au répertoire des airs sérieux et à boire. Un opéra-comique n'est pas nécessairement comique, ni conclu par un dénouement heureux. Ce genre apparaît au XVIIIe siècle et aborde aussi bien des sujets fictifs, empreints de merveilleux, que des sujets historiques. Il n'hésite pas, surtout dans la seconde moitié du XVIIIe siècle, à traiter de sujets de la vie quotidienne et à faire référence à l’actualité.

## Historique

### De la Foire à la Salle Favart: les débuts de l'Opéra Comique.
Pour un article plus général, voir Théâtre de la foire.
Louis XIV chasse les comédiens italiens de Paris en 1697, à la demande des comédiens français qui avaient pris ombrage du triomphe de leurs confrères transalpins. Certains comédiens italiens restés en France et des forains qui se sentent une vocation d'acteurs transforment la commedia dell'arte en spectacles forains dans les théâtres des foires saisonnières Saint-Laurent et Saint-Germain dont le succès attire à nouveau la colère des comédiens français. Les comédiens français obtiennent l'interdiction pour ces troupes foraines de parler sur scène et de jouer en plusieurs actes. Des forains récupèrent alors le canevas et les personnages italiens pour inventer un nouveau spectacle d’esprit parodique, avec des passages chantés en vaudeville (emploi d’un air connu, populaire ou d’opéra, avec de nouvelles paroles).

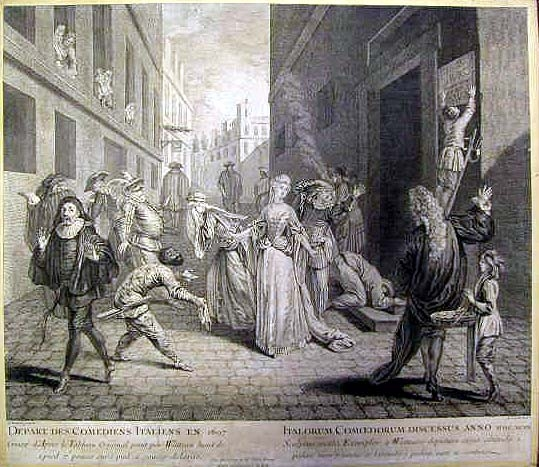
Départ des Comédiens Italiens en 1697, gravure de L. Jacob d'après Antoine Watteau.

Le terme « opéra-comique » apparaît en 1714, lorsqu'une troupe de la foire Saint-Germain (menée par la veuve Baron) obtient pour son spectacle un privilège de Louis XIV, le 26 décembre 1714, jouant désormais dans le théâtre de l'Opéra-Comique. Les spectacles autorisés sont des « représentations composées de musique, de danse, de machines, et de décorations. »
Deux ans plus tard, en 1716, Catherine Vanderberg, qui exploite le privilège du théâtre de la foire Saint Laurent, obtient de l'Académie Royale de Musique la permission exclusive de donner, pendant la durée des foires, des pièces mêlées de chant, danses et symphonies, pendant un espace de quinze ans, moyennant 35,000 livres par an.

De 1719 à 1751, la rivalité des spectacles, et notamment des Italiens, entraîne plusieurs fermetures mais l’opéra-comique s’installe progressivement dans le paysage théâtral parisien. Exploité par Florimond Claude Boisard de Ponteau, le privilège de l'Opéra Comique passe aux mains de Jean Monnet en 1743. Des relations lui avancent des fonds lui permettant de construire un amphithéâtre dans l'enclos Saint Laurent et de commander des décors et des costumes au peintre Boucher. L'orchestre est confié à Rameau. Le genre s'installe progressivement, et la figure principale de cette installation est sans nul doute Charles Simon Favart, célèbre librettiste qui donnera par la suite son nom à la salle de l'Opéra Comique et à une rue attenante.
« Vous embellissez tout ce que vous touchez » 

Lettre de Voltaire à C.S. Favart 3 octobre 1775, Voltaire’s correspondence T. XCII, p. 59-60., Genève: Institut et Musée Voltaire, 1953-1965

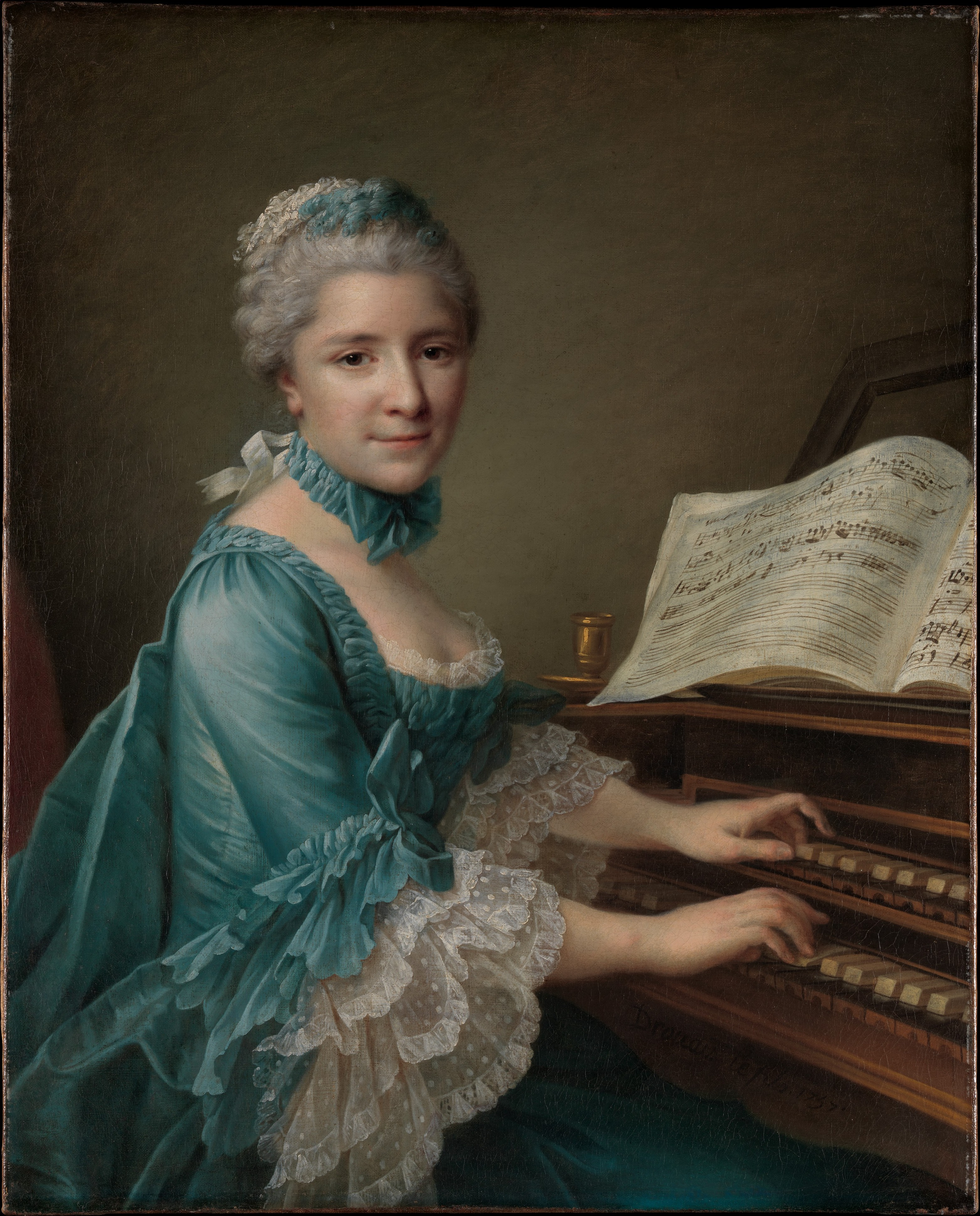
Portrait de Justine Favart

L'opéra-comique de ces années s'autonomise, tant musicalement que théâtralement. Les intermèdes musicaux prennent plus d'ampleur (grâce à des musiciens comme Jean Joseph Mouret, Michel Corrette ou Nicolas Bernier) et les livrets se tournent vers des sujets nouveaux, comme la campagne idéalisée, la féerie, l'exotisme, l'orientalisme. Profondément ancré dans le siècle des Lumières, l'opéra-comique de cette époque s'attache à montrer des sujets réalistes.
Dans la chercheuse d'Esprit, le public découvre ainsi un ingénu villageois qui parle d'amour avec un parler paysan. L'œuvre fait un triomphe et sera joué 200 fois de suite en 1741. Un des succès, notamment, est le costume de l'une des interprètes, Justine Favart, épouse du librettiste (et à qui Jacques Offenbach rendra hommage dans l'opéra Madame Favart). Interprète hors pair, c'est elle qui inventera le costume de scène, chantant parfois en robe de laine et sabots (dans Les Amours de Bastien et Bastienne), parfois en robe turque (dans Les Trois Sultanes). De 1743 à 1747, Noverre est maître de ballet de la troupe.
Dans le cadre de la querelle des bouffons, en 1753, le premier opéra comique entièrement original est composé par Antoine Dauvergne : Les Troqueurs. Le directeur du théâtre de la foire, Jean Monnet, avait fait courir le bruit dans Paris qu'il préparait une pièce en français composée par un Italien, les bouffons étant persuadés que les Français n'avaient aucun gout pour la musique. Ce n'est que lors de la première représentation que fut révélée la supercherie.
La cour d'Autriche, notamment sous le règne de Marie-Thérèse, dont le français était la langue officielle, était friande d'opéras-comiques. C'est ainsi que Gluck, bien avant sa carrière parisienne (1774-1779), fut appelé à écrire de nombreux ouvrages en français, entre 1758 et 1764 : La Fausse Esclave, créé le 8 janvier 1758 (Vienne) ; L'Île de Merlin, créé le 3 octobre 1758 (Vienne) ; Cythère assiégée 1759 (Vienne) ; Le Diable à quatre, créé le 28 mai 1759 (Laxenbourg) ; L'Arbre enchanté, créé la même année ; L'Ivrogne corrigé, créé en avril 1760 (Vienne) et Le Cadi dupé, créé en 8 décembre 1761. Sa dernière composition dans le genre est La Rencontre imprévue ou les Pèlerins de La Mecque créé le 7 janvier 1764.
C'est également le cas du jeune Wolfgang Amadeus Mozart, qui sera grandement inspiré par ce genre musical en construction. De 1768 à sa mort, de nombreuses œuvres témoignent de son intérêt pour le parlé chanté (traduit littéralement par singspiel) : Bastien und Bastienne, Zaide, L'Enlèvement au sérail ou encore La Flûte enchantée.
Le goût du public pour la musique légère et les opéras bouffe italiens pousse la Comédie Italienne à racheter le répertoire et le privilège de l'Opéra Comique forain. Les deux troupes fusionnent et s'installent à l'Hotel de Bourgogne, un des théâtres les plus importants de la capitale depuis 1630. Les spectacles à l'affiche sont alors, en alternance, des comédies italiennes et des opéras-comiques. En 1779, les derniers comédiens italiens sont renvoyés, le public préférant aux comédies italiennes les chanteurs d'opéra-comiques et l'institution reprend le nom d'Opéra-Comique.

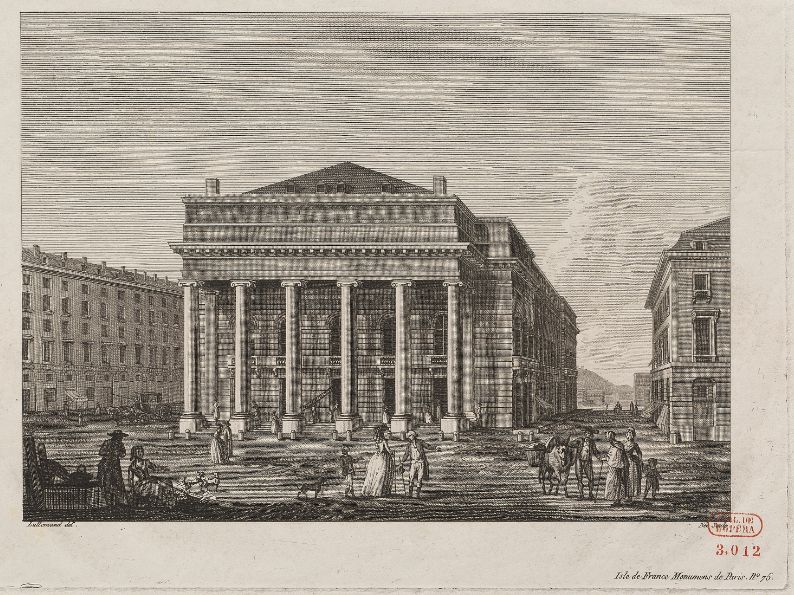
La première Salle Favart (1783 - 1838)

En 1783, à l'étroit à l’hôtel de Bourgogne, la troupe déménage dans un tout nouveau théâtre dessiné par l'architecte de la Reine, Jean-François Heurtier. Le théâtre est installé à l'orée de Paris, sur un terrain donné au roi par le Duc de Choiseul, emplacement que le théâtre occupe toujours aujourd'hui. En échange de cette donation, le Duc de Choiseul, ministre de Louis XVI, demande au roi une loge pour l'éternité. Marie Antoinette inaugure cette nouvelle salle de 1100 sièges le 28 avril 1783, avec un programme d'œuvres choisies d'André Gretry. D'abord nommé Théâtre Favart, le théâtre change de nom à la Révolution française pour devenir Opéra Comique National.

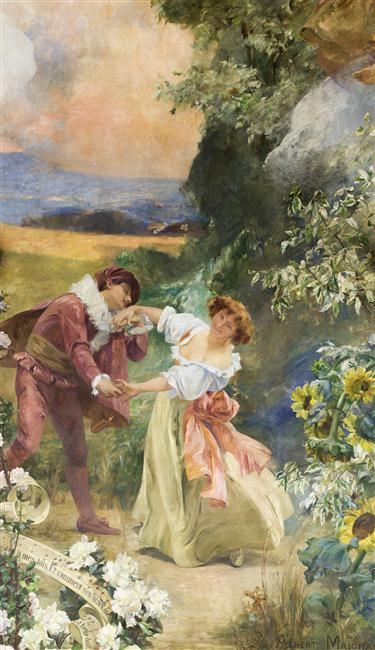
Fresque représentant Zampa dans le foyer de l'Opéra Comique

### Le début duXIXesiècle: l'âge d'or.
La révolution française abolit les privilèges dans la nuit du 4 août 1789. Deux ans plus tard, le 13 janvier 1791, la liberté des théâtres est proclamée. L'Opéra Comique absorbe alors le théâtre Feydeau, concurrent féroce, et s'y installe. Pour mettre fin à la concurrence entre les théâtres, Napoléon empereur limite le nombre de théâtres officiels et inclut l'opéra comique. Il fixe alors par décret le genre : « comédie ou drame mêlés de couplets, d’ariettes ou de morceaux d’ensemble. »  
Les acteurs ont définitivement le droit de parole sur scène, pourvu que « les dialogues soient entrecoupés de chant ». L'alternance entre parlé et chanté est alors clairement définie et c'est sous cette forme que seront créées la majorité des œuvres de la salle Favart durant le XIXe siècle.
La hiérarchie entre les arts dans l'empire favorise l'opéra, placé au sommet de la pyramide. Pour être représentés, les compositeurs doivent auparavant faire leurs preuves. C'est alors qu'il est demandé à l'Opéra Comique d'ouvrir ses portes aux lauréats du Prix de Rome. À partir de 1822, une ordonnance oblige l'Opéra Comique à commander aux compositeurs lauréats une œuvre originale. Ainsi, l'Opéra Comique fait alors figure de tremplin pour les jeunes compositeurs entrés ensuite au répertoire. C'est le cas notamment d'Alexandre Montfort, d’Adolphe Adam, de Fromental Halévy, de Ferdinand Hérold et d’Ambroise Thomas.
Entre 1829 et 1840 sont créés notamment Fra Diavolo de D.F.E Auber et Zampa de Ferdinand Hérold. La troupe emménage deux fois (à la salle Ventadour, au théâtre des Nouveautés) avant de retrouver la salle Favart pour de bon. La salle est inaugurée avec le Pré Aux Clercs, de Ferdinand Hérold. Loin des comédies railleuses des débuts du théâtre de la foire, l'Opéra Comique est désormais un genre institué, et surtout moral. Le public s'y rend en famille et y organise des « bals de la bonne compagnie ». Les œuvres représentées suivent cette logique et respectent la morale du public.

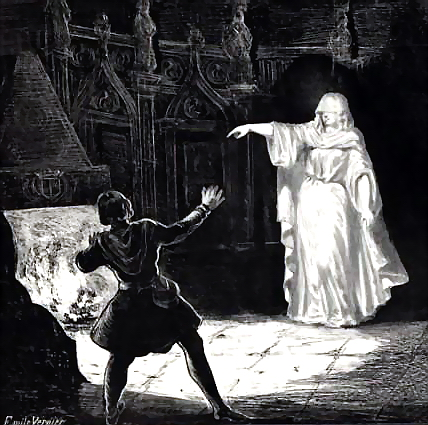
La Dame Blanche de Boieldieu (1825)

La monarchie de Juillet est pour l'Opéra Comique une période de prospérité, où sont acclamés Boieldieu, Auber et Hérold. Les succès tels que La Dame Blanche, Le Calife de Bagdad, Le Pré aux Clercs ou Le Domino noir ont des sujets légers, proches du troubadour et du vaudeville, et délivrent le public des rebondissements politiques quotidiens. Certains succès, comme Le Postillon de Lonjumeau ou La Fille du régiment, seront joués des milliers de fois et resteront à l'affiche jusqu'au siècle suivant.
Ces années sont également celles du règne d'Eugène Scribe. Insatiable librettiste, Scribe est l'auteur de près de 485 pièces en cinquante ans de carrière. Il associe notamment intrigue sentimentale avec conventions bourgeoises, patriotisme, et satire de ses contemporains. Ses qualités et son sens de l'intrigue et du quiproquo feront de lui un des plus grands vaudevillistes du siècle, aux côtés de Labiche et Feydeau.

### De laIIeà laIIIerépublique: déclin du genre.
Le succès de l'Opéra Comique lui permet désormais de représenter avec faste les grandes œuvres de son répertoire. Le public y voit une succursale de l'Opéra de Paris, et continue de fréquenter la salle Favart, malgré la dure concurrence du Théâtre Lyrique et surtout des Bouffes Parisiens, salle inaugurée par le truculent Jacques Offenbach en 1855. En 1864, le privilège des théâtres, institué par Napoléon Bonaparte au début du siècle, est supprimé. La concurrence fait alors rage et l'Opéra Comique connait de graves difficultés financières.
Offenbach, jeune immigré de Cologne, souhaite retourner aux origines de l'Opéra Comique, selon lui détournées par le Grand Opéra et par le semi-seria qu'affectionne Hérold. Le genre opéra-bouffe qu'il remet au gout du jour, n'est cependant pas au gout de tout le public. Les succès remportés aux Bouffes parisiens, comme Orphée aux Enfers, ne suivent pas salle Favart, où le public abhorre les œuvres du compositeur étranger ; il faudra attendre la création des Contes d’Hoffmann en 1881 pour que le compositeur soit acclamé. Barkouf, Robinson Crusoé et Fantasio, trois œuvres qu'Offenbach créera salle Favart, ne recevront pas les faveurs du public. La représentation de Fantasio en 1872 irritera notamment Georges Bizet :

« Il faut que tous les producteurs de bonne musique redoublent de zèle pour lutter contre l’envahissement toujours croissant de cet infernal Offenbach !… L’animal, non content de son Roi Carotte à la Gaîté, va nous gratifier d’un Fantasio à l’Opéra-Comique. De plus, il a racheté à Heugel son Barkouf, a fait déposer le long de cette ordure de nouvelles paroles et a revendu le tout 12 000 francs à Heu [Heugel]. Les Bouffes-Parisiens auront la primeur de cette malpropreté »

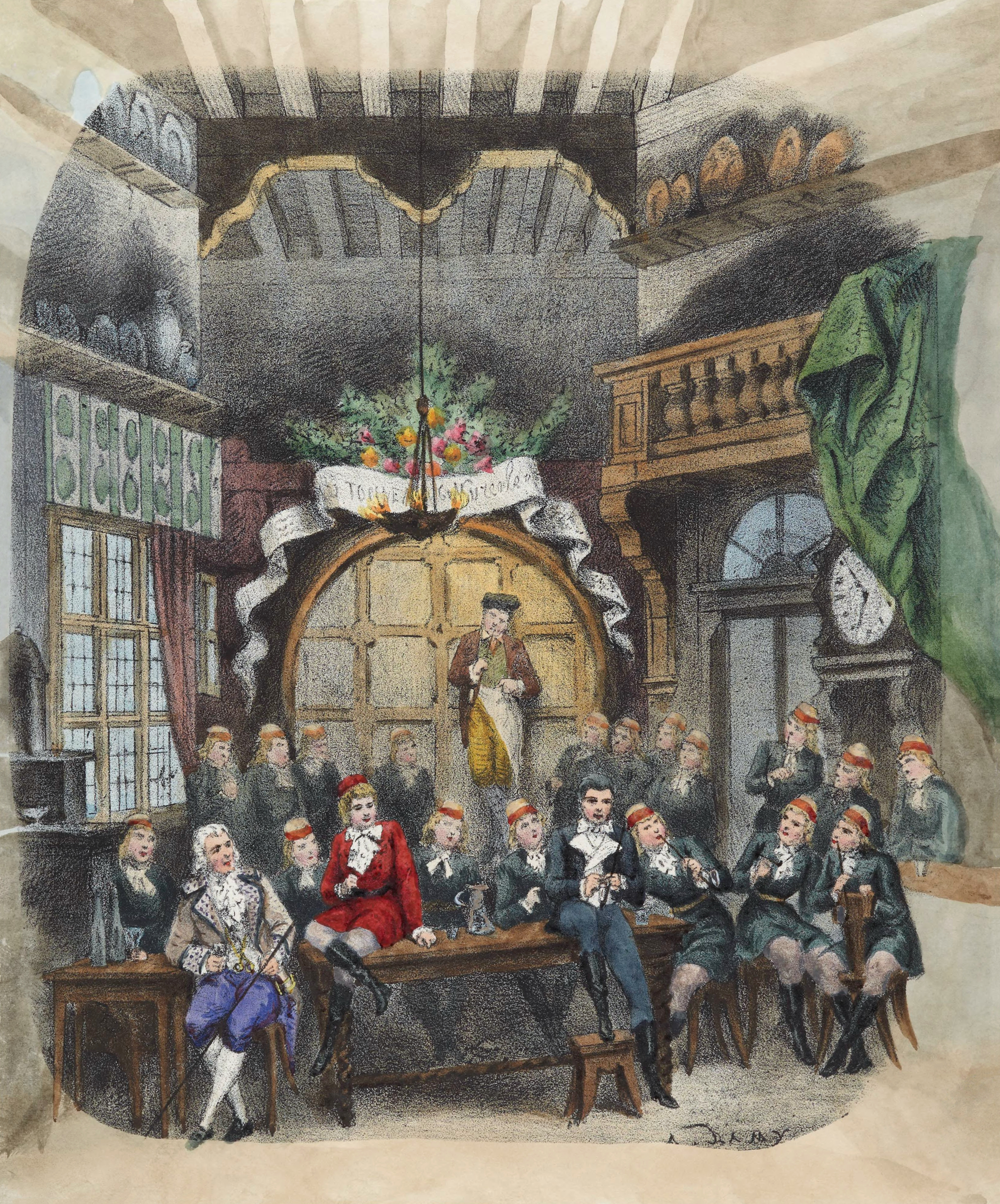
Première des Contes D'Hoffmann à l'Opéra Comique, en 1881

Si Adolphe Adam quitte la Salle Favart au profit du Théâtre Lyrique, l'Opéra Comique récupère à l'Opéra son compositeur vedette : Giacomo Meyerbeer. Il compose pour la troupe l'Étoile du Nord en 1854 et Le Pardon de Ploërmel en 1859. C'est également lui qui révèle Victor Massé, qui compose les Noces de Jeannette en 1853, œuvre qui sera jouée plus de 1 500 fois sur la scène du théâtre. Des œuvres de dimension "meyerbeerienne" y sont créées, tel le Carillonneur de Bruges d'Albert Grisar, dont Berlioz s'étonne qu'elle n'ait pas été réservée pour l'Opéra de Paris.
Après Eugène Scribe, c'est au tour du duo formé par Michel Carré et Jules Barbier d'occuper le devant de la scène et d'écrire les livrets des plus grandes œuvres du répertoire. C'est de leur plume que naîtront notamment les Pêcheurs de perles de Georges Bizet, Mignon et Hamlet d'Ambroise Thomas, et surtout l'œuvre posthume de Jacques Offenbach : Les Contes d'Hoffmann.
La guerre franco-allemande de 1870 ruine le théâtre Lyrique et pousse Offenbach à l'exil. À l'Opéra Comique, deux révolutions ont lieu : on ouvre pour la première fois le répertoire à des œuvres étrangères jouées en français (et notamment en jouant les Noces de Figaro de Mozart) et on joue pour la première fois un ouvrage sans dialogue parlé : Roméo et Juliette, de Charles Gounod. Du côté de la troupe, on entame également un tournant sérieux ou brillent deux interprètes : Caroline Miolan-Carvalho et Celestine Galli-Marié (respectivement créatrices des rôles de Mignon et de Carmen).
Des œuvres de plus en plus sérieuses sont jouées à la Salle Favart, telles Werther de Jules Massenet, Louise de Gustave Charpentier et Pelléas et Mélisande de Claude Debussy. Le genre en lui-même décline.

### XXesiècle
Ede Poldini est considéré, avec Farsangi lakodalom (1924) comme le père de l'opéra-comique hongrois. En France, le genre se perpétue au travers d'oeuvres comme Mârouf, savetier du Caire d'Henri Rabaud, le Pauvre Matelot de Darius Milhaud ou encore les Mamelles de Tirésias de Francis Poulenc, d'après Guillaume Apolinaire.

## Principales œuvres
- Zémire et Azor (1771)
- Richard, Cœur de Lion (1784)
- Stratonice (1792)
- Médée (1797)
- La Dame Blanche (1825)
- Le Maçon (1825)
- Fra Diavolo (1830)
- Zampa (1831)
- Le Pré aux Clercs (1832)
- L'Eclair (1835)
- Le Cheval de Bronze (1835)
- Le Postillon de Lonjumeau (1836)
- Le Domino Noir (1837)
- La Fille du Régiment (1840)
- Les Diamants de la Couronne (1841)
- La Damnation de Faust (1846)
- Les Mousquetaires de la Reine (1846)
- Haydée (1847)
- Le Val d'Andorre (1848)
- Le Songe d'une Nuit d'Eté (1850)
- Si j'étais Roi (1852)
- Le Carillonneur de Bruges (1852)
- Jaguarita L'Indienne (1855)
- Manon Lescaut (1856)
- Les Dragons de Villars (1856)
- Psyché (1857)
- Le médecin malgré lui (1858)
- La Colombe (1860)
- Béatrice et Bénédict (1862)
- Mignon (1866)
- Fantasio (1872)
- La Fille de Madame Angot (1872)
- Le Roi l'a dit (1873)
- Carmen (1875)
- Philémon et Baucis (1876)
- Madame Favart (1878)
- Jean de Nivelle (1880)
- Les Contes d'Hoffmann (1881)
- Lakmé (1883)
- Manon (1884)
- Plutus (1886)
- Le Roi malgré lui (1887)
- Le Roi d'Ys (1888)
- Werther (1892)
- Fervaal (1898)
- Louise (1900)
- Pélléas et Mélisande (1902)
- Le Chemineau (1907)
- Thérèse (1907)
- L'Heure Espagnole (1911)
- Mârouf (1914)
- Le Pauvre Matelot (1927)
- Angélique (1930)
- Le Roi Bossu (1932)
- Fragonard (1934)
- Les Mamelles de Tirésias (1947)

## Principaux librettistes
(27 avril 2017).
- Louis Anseaume
- Guillaume Apollinaire
- Jules Barbier
- Jacques-Marie Boutet de Monvel

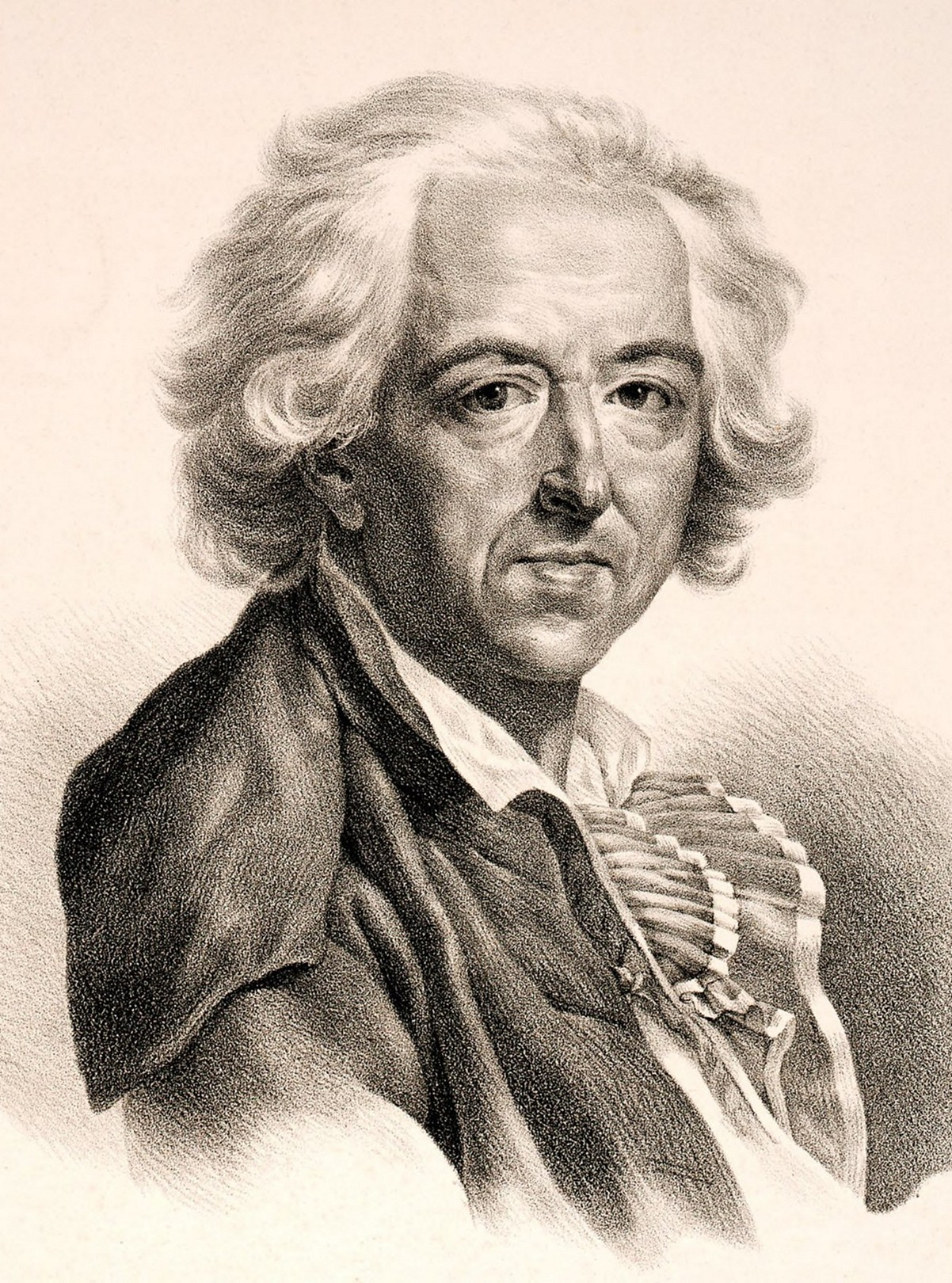
Charles Simon Favart (1710-1792)

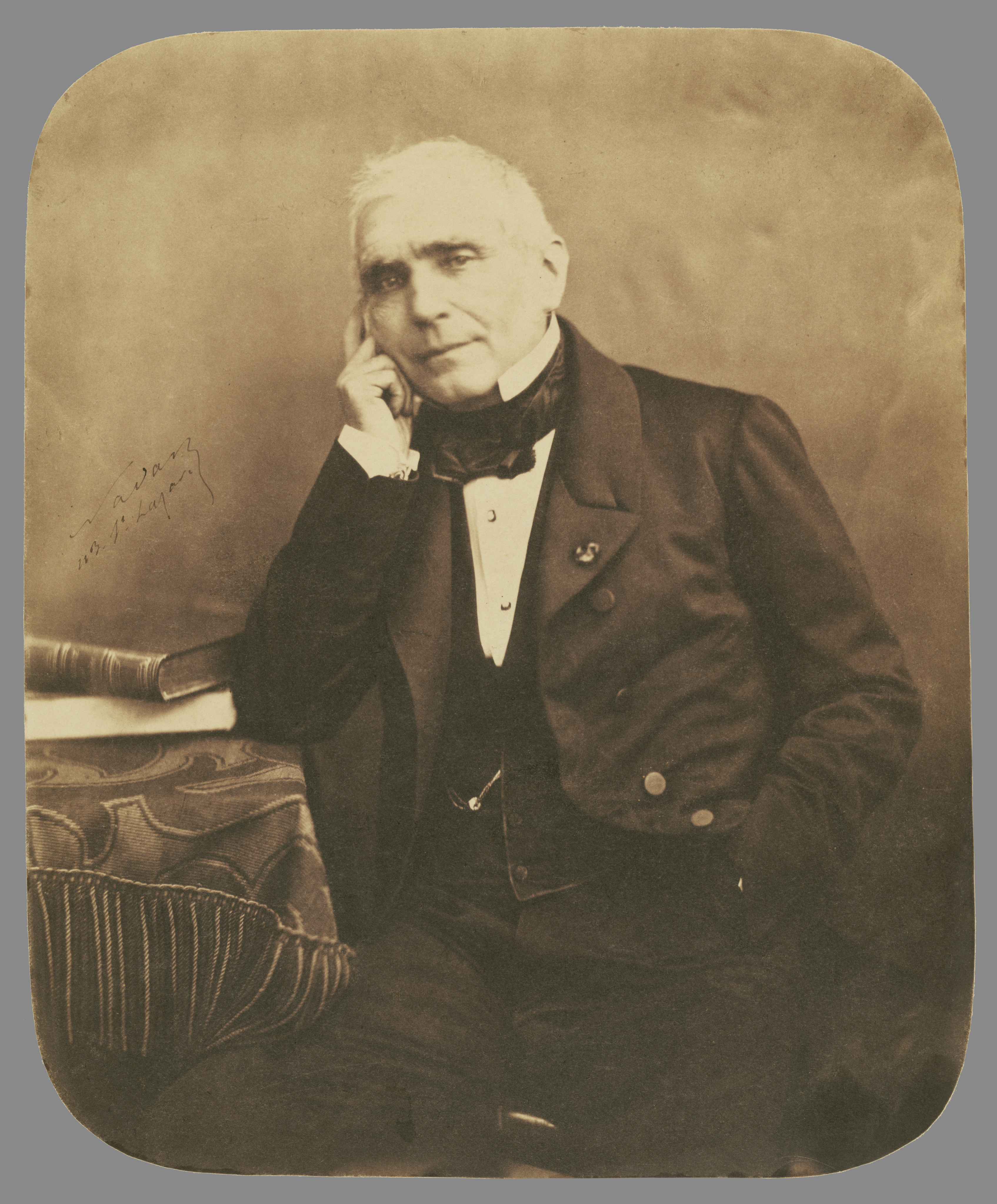
Eugène Scribe (1791-1861)

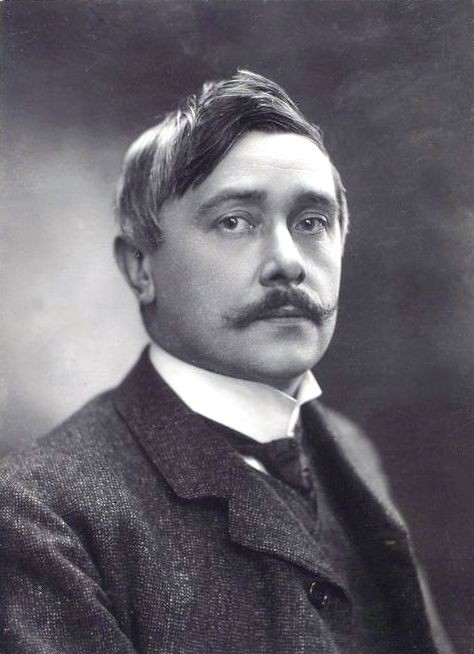
Maurice Maeterlinck (1862-1949)

- Jean-François Cailhava de L'Estandoux
- Michel Carré
- Jean Cocteau
- Sidonie Gabrielle Colette
- Charles Collé
- Desfontaines-Lavallée
- Pierre-Jean-Baptiste Choudard dit Desforges
- Claude-Joseph Dorat
- Barthélemy-Christophe Fagan
- Charles-Simon Favart
- Louis Fuzelier
- Louis Gallet
- Ludovic Halévy
- Alain-René Lesage
- Maurice Maeterlinck
- Jean-François Marmontel
- Benoît-Joseph Marsollier
- Henri Meilhac
- Jean-Philippe d'Orneval
- Charles-François Panard
- Alexis Piron
- Antoine-Alexandre-Henri Poinsinet
- François-Antoine Quétant
- Eugène Scribe
- Michel-Jean Sedaine
- Jean-Joseph Vadé
- Claude-Henri de Fusée de Voisenon
- Émile Zola

## Principaux compositeurs

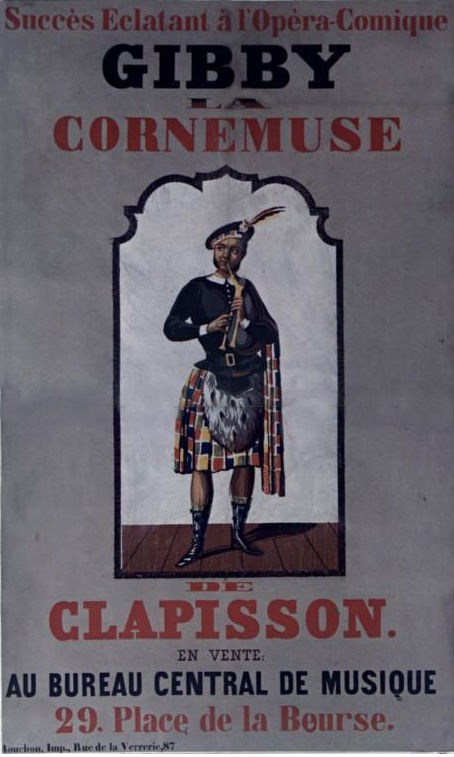
Affiche de Gibby la Cornemuse de Louis Clapisson (1846).

(27 avril 2017).
- Adolphe Adam
- Daniel François Esprit Auber
- Hector Berlioz
- Pierre Montan Berton
- Georges Bizet
- Adolphe Benoît Blaise
- François Adrien Boieldieu
- Nicolas Bochsa
- Alfred Bruneau
- Emmanuel Chabrier
- Luigi Cherubini
- Louis Clapisson
- Nicolas Dalayrac
- Antoine Dauvergne
- Claude Debussy
- Léo Delibes
- Nicolas Dezède
- Gaetano Donizetti
- Paul Dukas
- Egidio Duni
- Gabriel Fauré
- Manuel de Falla
- Christoph Willibald Gluck
- François-Joseph Gossec
- Charles Gounod
- André Grétry
- Fromental Halévy
- Reynaldo Hahn
- Ferdinand Hérold
- Rodolphe Kreutzer
- Édouard Lalo
- Jean-Louis Laruette
- Aimé Maillart
- Victor Massé
- Jules Massenet
- Etienne Nicolas Méhul
- Andre Messager
- Giacomo Meyerbeer
- Darius Milhaud
- Pierre-Alexandre Monsigny
- Jacques Offenbach
- François-André Danican Philidor
- Niccolò Piccinni
- Francis Poulenc
- Henri Rabaud
- Maurice Ravel
- Albert Roussel
- Manuel Rosenthal
- Antonio Sacchini
- Camille Saint-Saëns
- Florent Schmitt
- Gaspare Spontini
- Ambroise Thomas